# Julia Krajewski
Julia Krajewski, född den 22 oktober 1988 i Langenhagen, är en tysk ryttare.
Hon tog OS-silver i lagtävlingen i fälttävlan i samband med de olympiska tävlingarna i ridsport 2016 i Rio de Janeiro. Vid olympiska sommarspelen 2020 i Tokyo tog Krajewski guld i individuell fälttävlan och blev den första kvinnan att vinna grenen.